# Jordan Williamsz
Jordan Williamsz (* 21. August 1992 in Wantirna) ist ein australischer Mittelstreckenläufer.

## Sportliche Laufbahn
Erste internationale Erfahrungen sammelte Jordan Williamsz bei den Jugendweltmeisterschaften 2009 in Brixen, bei denen er im Halbfinale über 800 Meter ausschied und mit der australischen Sprintstaffel (1000 Meter) den siebten Platz im Finale belegte. 2014 belegte er bei den World Relays auf den Bahamas mit der australischen 4-mal-800- und mit der 4-mal-1500-Meter-Staffel jeweils den vierten Platz. Bei den World Relays 2015 gewann er mit der Distanzstaffel sowie mit der 4-mal-800-Meter-Staffel die Bronzemedaille. Zwei Jahre später schied er bei World Relays mit der 800-Meter-Staffel im Halbfinale aus. Über 1500 Meter qualifizierte er sich für die Weltmeisterschaften in London, bei denen er mit 3:38,93 min im Halbfinale ausschied. 
Im April 2018 belegte er bei den Commonwealth Games im australischen Gold Coast im Finale über 1500 Meter in 3:38,34 min den sechsten Platz.

## Persönliche Bestzeiten
- 800 Meter: 1:46,77 min, 11. Juli 2014 in Dublin
- 1500 Meter: 3:36,62 min, 11. Juli 2018 in Lignano Sabbiadoro
  - 1500 Meter (Halle): 3:43,85 min, 20. Februar 2016 in New York City
- 1 Meile: 3:56,89 min, 20. August 2017 in Birmingham
  - 1 Meile (Halle): 4:00,18 min, 1. Februar 2014 in State College
- 3000 Meter: 8:00,12 min, 16. Juli 2018 in Cork.
  - 3000 Meter (Halle): 7:55,49 min, 4. Februar 2019 in Stockholm